# Хоцича (гміна Нове-Място-над-Вартою)
Хоцича (пол. Chocicza, нім. Falkstätt) — село в Польщі, у гміні Нове-Място-над-Вартою Сьредського повіту Великопольського воєводства.
Населення — 1281 особа (2011).
У 1975-1998 роках село належало до Познанського воєводства.

## Демографія
Демографічна структура станом на 31 березня 2011 року:
|          | Загалом | Допрацездатний вік | Працездатний вік | Постпрацездатний вік |
| -------- | ------- | ------------------ | ---------------- | -------------------- |
| Чоловіки | 626     | 135                | 435              | 56                   |
| Жінки    | 655     | 125                | 400              | 130                  |
| Разом    | 1281    | 260                | 835              | 186                  |